# Sescoi
Sescoi és una empresa multinacional, fundada el 1987 a la població de Mâcon, que desenvolupa programari per a la Fabricació assistida per ordinador (CAM), el Disseny assistit per ordinador (CAD) i la Planificació de Recursos Empresarials (ERP). El seu producte WorkNC és un dels principals líders del mercat de CAD CAM a nivell mundial i és usat per més d'una quarta part de les empreses del sector en països com el Japó. La seva segona línia d'activitat és la gamma WorkPLAN de software ERP especialitzat en la gestió de projectes. La filial Sescoi Iberia està situada a Catalunya, a Sant Just Desvern. L'any 2011 Sescoi tenia més de 5000 empreses clients i 11000 llicències venudes a tot el món, i oficines a França, Espanya, Estats Units d'Amèrica, Regne Unit, Alemanya, Japó, Índia, Xina i Corea, atenent clients d'indústries com els fabricants de motlles, matrius i eines, la indústria de l'automòbil, l'aeroespacial, la mèdica i dental. El mes de gener de 2013 el grup Sescoi va ser adquirit per l'empresa Vero Software, la qual va donar continuïtat als productes de Sescoi.

## Història
L'empresa va ser fundada per Bruno Marko l'any 1987. El nom de l'empresa provenia de l'acrònim "Société Européenne Spécialisée en Communication Organisation et Informatique". Sescoi fou pionera en el desenvolupament de programes CAM 3D amb el llançament del programari WorkNC l'any 1988.
L'any 1992, Sescoi va començar a comercialitzar WorkPLAN, el seu primer programa ERP per a empreses que gestionen projectes d'enginyeria i fabricació.
Sescoi va adquirir l'empresa Xitron en el 2001 i l'empresa Mecasoft Industrie, desenvolupadora del programari SolidConcept, en el 2002.
L'empresa va començar a comercialitzar el programari WorkNC-CAD l'any 2002, la versió WorkNC 5 eixos en el 2003, i la versió WorkNC G3 en el 2007. L'any 2002 va crear Sescoi Iberia, filial amb seu a Catalunya, que començà a col·laborar amb la fundació ASCAMM, centre Tecnològic ubicat al Parc Tecnològic del Vallès. L'any 2004 ambdues parts firmaren un acord per distribuir software entre els associats d'ASCAMM. Un dels fruits d'aquesta col·laboració van ser les subvencions del Ministeri d'Indústria, Turisme i Comerç d'Espanya per empreses que incorporen sistemes de gestió integrats (ERP). La filial també comercialitzà sistemes avançats de planificació i control de la producció (APS, Advanced Planning and Scheduling).
Una nova generació de la gamma WorkPLAN ERP fou desenvolupada i comercialitzada com a dos productes complementaris. El primer d'ells fou MyWorkPLAN, un ERP modular per a la gestió de projectes llançat en el 2006. El segon fou WorkPLAN Enterprise, un ERP complet per a empreses que gestionen i fabriquen basant-se en projectes, fabricants de motlles i matrius i enginyeries, llançat en el 2008. Aquests dos nous productes usaren MySQL com a motor de la base de dades i la seva interfície d'usuari fou totalment redissenyada.
L'any 2008 Sescoi va començar a comercialitzar WorkXPlore 3D, un visualitzador d'alta velocitat per veure i analitzar arxius CAD 2D i 3D, i treballar amb ells sense necessitat de l'aplicació CAD original. L'any 2009 Sescoi va començar a comercialitzar WorkNC Dental, un programari CAM/CAD per mecanitzar automàticament pròtesis dentals, implants dentals, ponts o estructures dentals, i WorkNC Wire EDM, un programari per realitzar electroerosió per fil.
El mes de gener de 2013 el grup Sescoi va ser adquirit per l'empresa Vero Software, la qual va incorporar els productes de Sescoi a la seva gamma.

## Principals productes
- WorkNC - Programari CAD/CAM automàtic per al mecanitzat de formes complexes des de 2 fins a 5 eixos
- WorkPLAN Enterprise - Programari ERP per a fabricants, empreses i departaments que treballen basant-se en projectes
- MyWorkPLAN - Programari ERP modular per a la gestió de projectes
- WorkXPlore 3D - Visualitzador 3D col·laboratiu per analitzar i compartir arxius CAD 3D sense necessitat de disposar de l'aplicació CAD original
- WorkNC Dental - Programari CAD/CAM Dental per al mecanitzat de pròtesis dentals, implants, ponts o estructures dentals

## Patrocini esportiu
Sescoi destacà per una important activitat de patrocini esportiu. L'empresa fou coneguda principalment per haver estat patrocinadora de l'equip Prost Grand Prix de Formula 1 en els anys 1999 i 2000. així com de la pilot alemanya Catharina Felser.
Sescoi patrocinà i col·laborà amb Eric Barone, que l'any 1999 va batre el record del món de velocitat amb bicicleta descendint a 217 km per hora damunt la neu, usant una bicicleta fabricada amb el software WorkNC.